# 越智家教
越智 家教（おち いえのり）は、戦国時代の武将。官位は弾正忠。

## 略歴
大和国の国人・越智氏の越智家令の子として誕生。幼名は春竹。
永正4年（1507年）、父・家令が赤沢朝経の大和侵攻の最中に死去したとされ、跡を継いだ。同年、永正の錯乱で細川政元が暗殺され、赤沢朝経も丹後国で戦死した。
しかし、翌年に前将軍・足利義稙が大内義興の後ろ盾で上洛し、それに伴い大和に影響力を持つ細川氏と畠山氏も再び2派に分かれ、大和国人一揆も崩壊、家教と古市澄胤は足利義澄・細川澄元・畠山義英に、筒井順賢、十市遠治らは足利義稙・細川高国・畠山尚順についた。
永正13年（1516年）、筒井党に勝利するも翌14年（1517年）に死去。